# 1832
Cette page concerne l'année 1832 (MDCCCXXXII en chiffres romains) du calendrier grégorien.
L'année 1832 est une année bissextile qui commence un dimanche.

## Événements

### Afrique
- 27 mars, Algérie : prise de Bône par les Français[1].
- 10 avril : massacre de la tribu d'El Ouffia par le 1er régiment de chasseurs d'Afrique[1].
- 14 avril : arrêté qui met en place des élections pour renouveler le Conseil général sur l'île Bourbon[2].
- 3 et 8 mai : batailles de Khanq an-Nitâh (Karguenta), du Château-Neuf, de Fort Saint-André, de Ra's el-Aïn et de Fort Saint-Philippe[3]. Le marabout Mahi ed-Din (Muhieddine Ibn Mostefa), de la Tariqa des Qâdiriyya, soutenu par le sultan du Maroc Abd ar-Rahman, regroupe plusieurs tribus avec lesquelles il attaque Oran défendue par le général Boyer.
- 13 août, Mozambique : décret abolissant les Prazos da Coroa[4]. Le Portugal révise sa politique d’attribution des domaines (prazos). Il en supprime l’attribution aux serviteurs dévoués du pays, à qui des terres étaient accordées en échange de leur mariage avec des Portugais(es) né(es) au Portugal. Ce métissage avait pour objectif de mettre sur pied un mode de colonisation stimulant pour l’économie locale.
- 24 octobre : traité entre la régence de Tunis et la France, qui obtient le droit exclusif de la pêche du corail sur les côtes tunisiennes[5].
- 22 novembre : après plusieurs tentatives infructueuses pour s’emparer d’Oran (17 avril, 3-8 mai, 19 septembre, 23 octobre et 10 novembre) Abd el-Kader, fils de Mahi ed-Din, est proclamé émir à Froha, puis le 27 novembre à Mascara (El Moubayaa, le serment d’allégeance)[3].
- Novembre, Madagascar : arrivée de Jean Laborde à Tananarive[6] (mort en 1868). Il installe une manufacture à Mantasoa, à 36 km de la capitale, qui devient un grand centre industriel produisant de tout : canons, fusils, poudres et armes blanches, vivres (jambon, fromage et sucre) et boissons, produits chimiques, quincaillerie, textiles…[7]
- L’imam de Mascate et Oman, Said bin Sultan Al-Busaid (1804-1856) s’installe à Zanzibar et y transfère sa capitale (définitivement en 1840). Il poursuit son expansion en revendiquant d’anciens droits coutumiers de sa maison, afin d’exercer son contrôle sur les grandes cités commerçantes de la côte orientale, Kilwa et Mombasa qui étaient restés autonomes. Il exerce avec le royaume intérieur d’Ousambara une sorte de condominium[8].
- Angola et Mozambique : le Portugal accorde la nationalité portugaise à tous les habitants des territoires d’outre-mer, appelés désormais provinces d’outre-mer[9].
- La baie de Delagoa, au Mozambique devient possession de l’État de Zanzibar (1832-1856)[10].
- Premières opérations commerciales de la maison des frères Régis (Marseille) à Ouidah et dans ses environs (Dahomey).
- Début du règne de Suna, roi (kabaka) du Buganda[11] (1832-1856, ou vers 1825-1856). Il accède au trône après avoir été choisi par un groupe d’une dizaine de notables et les gouverneurs des cinq provinces.

### Amérique
- 1er mars, Colombie : la nouvelle constitution de la république de Nouvelle-Grenade, approuvée le 29 février, est promulguée[12].

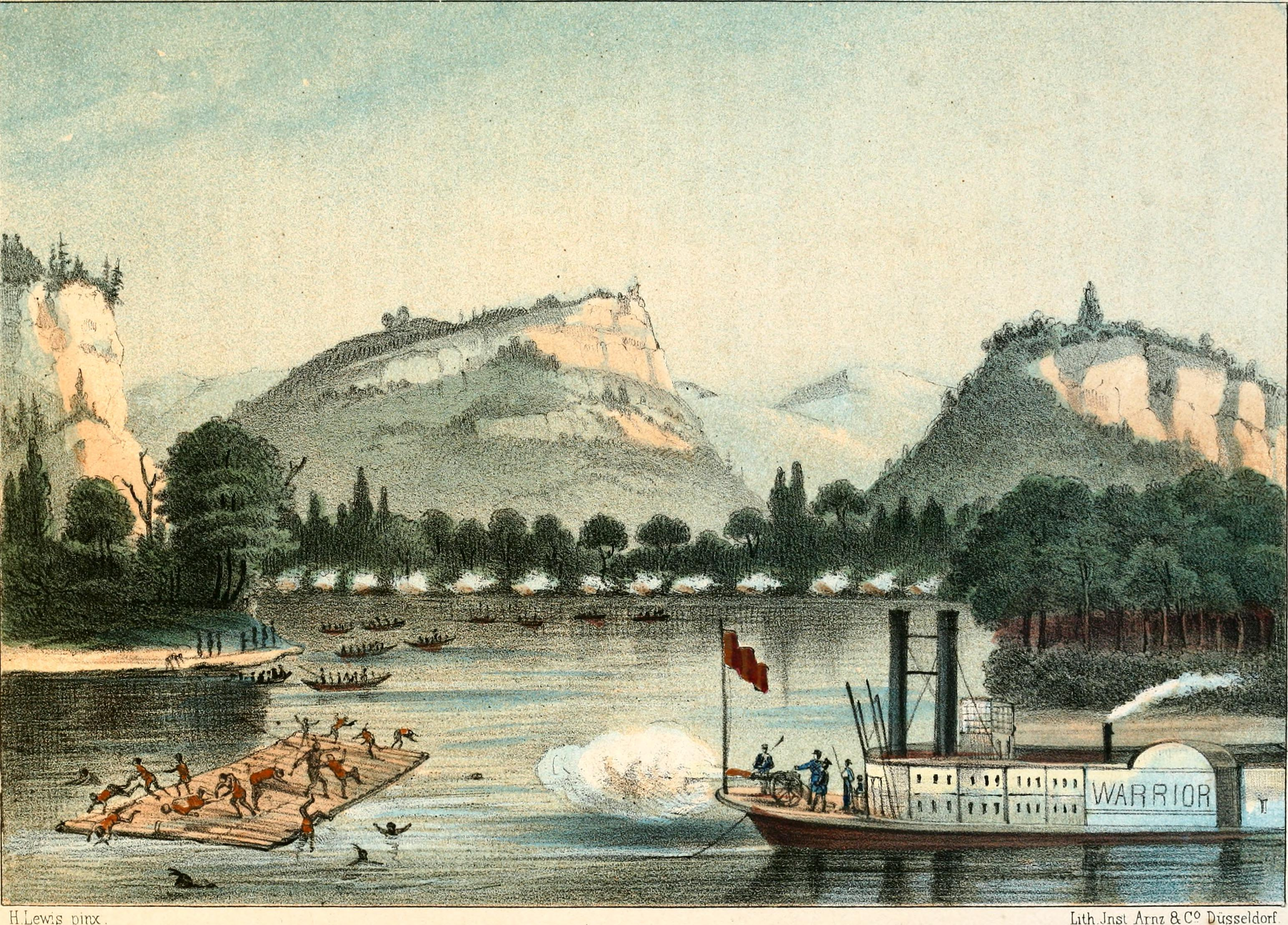
2 août : bataille de Bad Axe dans la guerre du faucon noir.

- 6 avril : début de la guerre du faucon noir (Black Hawk War), la dernière guerre indienne importante à l’est du Mississippi, en Amérique du Nord. Le chef Black Hawk est vaincu et capturé le 2 août. Les Fox et les Sacs de l’Illinois sont déplacés à l’ouest du Mississippi[13].
- 9 mai : traité de Payne's Landing[14]. Les Indiens sont contraints de céder leurs droits sur les territoires à l’Est du Mississippi. Les tribus indiennes du sud-est sont déportées. Le chef Séminole Osceola s’oppose au traité.
- 26 juin : bataille de Velasco, premiers affrontements entre les colons rebelles du Texas et les troupes mexicaines[15].
- 5 décembre : élection présidentielle américaine. Réélection d’Andrew Jackson comme Président des États-Unis[16], avec 687 000 voix contre 530 000 à son adversaire Henry Clay. Martin Van Buren vice-président.

### Asie et Pacifique
- 28 juillet : traité d’Erzurum qui met fin à la guerre entre la Perse et l’Empire ottoman[17]. La Perse obtient des avantages territoriaux à l’ouest, ainsi que la liberté de commerce et de circulation à ses marchands dans l’Empire ottoman. En contrepartie, le chah, menacé par l’expansion russe au nord, s’engage à ne plus tenter d’incursions militaires dans les provinces ottomanes.
- 1er août, Calcutta : Lord Amherst devient gouverneur général de l’Inde britannique[18].
- 12 août : le médecin allemand Philipp Franz von Siebold arrive à Dejima, près de Nagasaki. Il séjourne au Japon jusqu’en 1829. En 1824, il crée une école de médecine à Narutaki et un jardin botanique à Dejima[19].
- 18 août : le district de Palembang (Sumatra) est placé sous gouvernement direct des Pays-Bas(accord ratifié à Batavia le 7 octobre suivant[20].
- 13 octobre, Australie : New South Wales Act[21]. Le Parlement britannique crée un Conseil législatif formés de membres nommés directement par la couronne, en remplacement de la juridiction militaire.
- 31 octobre, Fort William de Calcutta : traité entre les Britanniques et Seo Sing, le régent de Sirohi, dernier état Rajput à se soumettre en Inde[22].

- 15 février : une expédition britannique menée par John Biscoe découvre l’île Adélaïde sur la côte occidentale de la péninsule Antarctique[23].
- Printemps-été : Ibrahim Pacha fait la conquête des villes du Levant. Il assiège Acre, défendue par ‘Abd Allah, partisan des Ottomans, avec l’aide de l’émir du Liban, Bachir II. La ville tombe le 27 mai, suivie de Damas (15 juin), Alep et Homs (juillet), Antioche (août)[24].

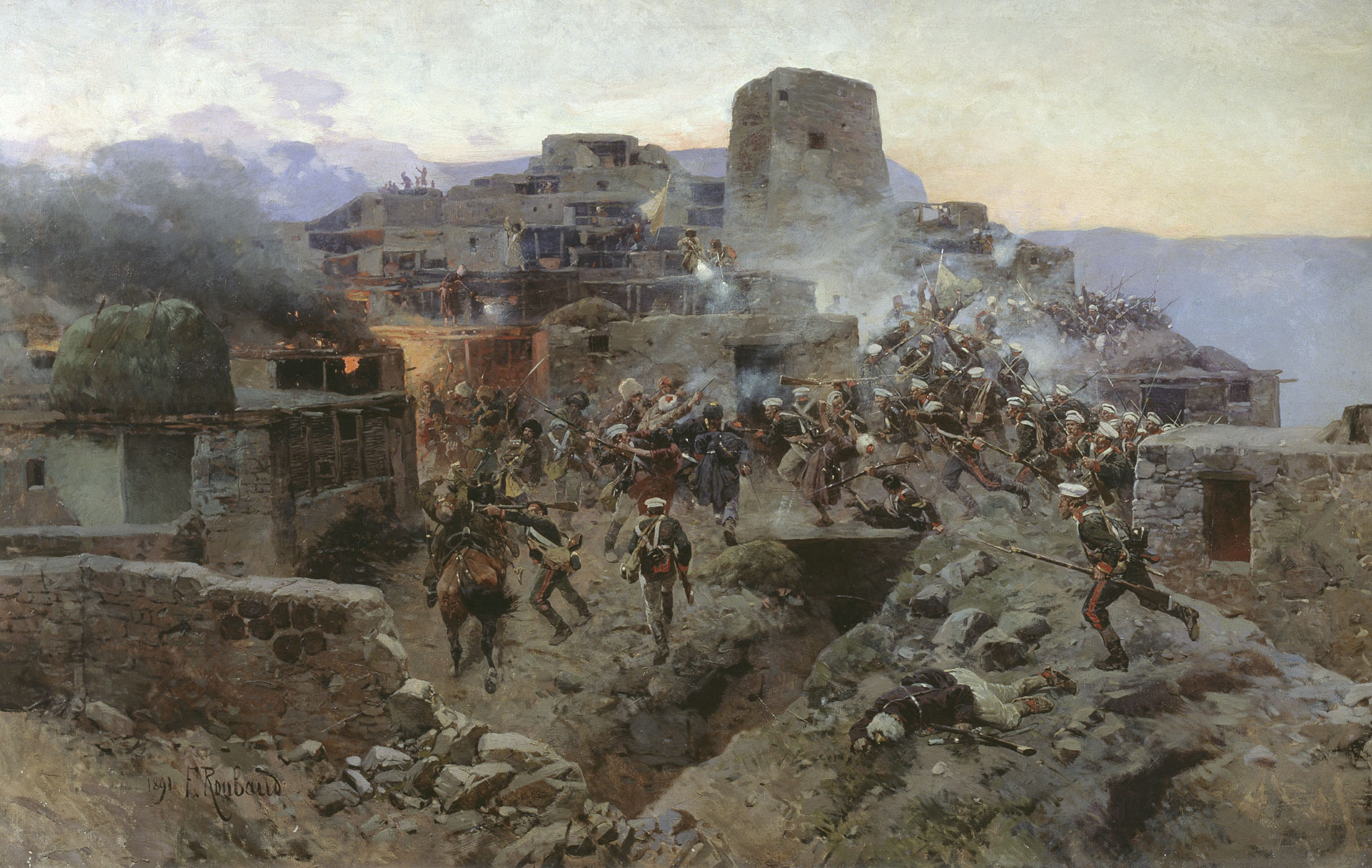
29 octobre : assaut sur Guimry. Franz Roubaud, 1891

- 29 octobre, guerre du Caucase : l’imam du Daghestan Mohammed Ghazi est battu et tué à Guimry[25].
- 21 décembre : bataille de Konya. L’offensive égyptienne menace la capitale ottomane. Le sultan Mahmoud II se tourne vers la Russie[26]. Nicolas Ier envoie son aide afin d’empêcher l’émergence d’un pouvoir fort au Proche-Orient.

- Indochine : le roi de Xieng Khouang, Noi Chao est condamné à mort et exécuté à Hué pour avoir trahi Anou Chao, roi de Vientiane. Le Xieng Khouang est annexé par le royaume de Hué[27].
- Le Champâ est définitivement intégré par le Viêt Nam[28].
- Chine : soulèvement Yao au Hunan[29].

### Europe
- 28 janvier : les Autrichiens font entrer 6 000 hommes dans Bologne pour rétablir l’ordre dans les États du pape. En représailles, les Français s’emparent d’Ancône le 22 février[30]. Début de la Crise d’Italie.
- 10 février :
  - l’épidémie de choléra commence à Londres[31].
  - création en Russie d’une catégorie individuelle ou héréditaire de « bourgeois de marque »[32].
- 22 février : épidémie de choléra en Europe, premiers cas décelés en France[31].
- 26 février : les Polonais perdent leur statut d’autonomie datant d’Alexandre Ier de Russie. Le statut organique de Nicolas Ier de Russie abolit la Constitution et l’armée polonaises[33]. Répression en Pologne et dans les provinces occidentales de l’Empire russe. Confiscations et déportations.
- 27 avril : création d’une École des ingénieurs civils en Russie[34].
- 1er mai : fermeture de l’université de Wilno[35] après la disgrâce de Czartoryski.
- 7 mai : le traité de Londres donne son indépendance au royaume de Grèce (1832-1833)[36].
- 27 - 30 mai : fête de Hambach, qui sert de prétexte à une nouvelle intervention de Metternich[37].
- 3 - 4 juin : tentative de soulèvement de la Vendée par la duchesse de Berry, aisément réprimée par les troupes du général Dermoncourt[37].
- 4 juin : le Reform Act (Loi de reforme constitutionnelle) donne le droit de vote à la classe moyenne britannique. C’est la prise de pouvoir de la bourgeoisie sur la noblesse[37]. La Chambre des lords l’accepte le 7 juin.
  - Modeste expansion de l’électorat, qui passe de 5 à 7 % de la population adulte masculine ; Abolition des « bourgs pourris » ; Réforme du système électoral en Irlande. L’aristocratie terrienne représente entre 31 % et 38 % des députés des Communes de 1831 à 1865, près des trois quarts en y ajoutant les membres de la gentry, tandis que jusqu’aux années 1880, les banquiers, marchands et autres entrepreneurs ne dépassent pas le quart des effectifs. Plus de la moitié des membres du Cabinet sont recrutés dans l’aristocratie.
  - À la suite du Reform Act, fondation du Friendly Society of Agricultural Labourers, à l’origine de l’affaire des Martyrs de Tolpuddle (en)[38]. Les ouvriers agricoles d’un village du Hampshire (Royaume-Uni) qui ont créé le syndicat sont déportés en Australie en 1834.
- 5 - 7 juin : insurrection républicaine à Paris[37].
- 9 juin : encyclique Cum Primum. Le pape Grégoire XVI condamne l’insurrection Polonaise[39].
- 28 juin : Metternich fait voter à la Diète de Francfort le « protocole des six articles » dirigé contre les libéraux et les nationalistes : les gouvernements allemands ne devraient ni tolérer que les assemblées législatives tentent d’enlever au pouvoir exécutif la puissance effective ni permettre que le système confédéral de 1815 ne soit critiqué publiquement[40]. La surveillance des universités et la censure sont remises en vigueur. La répression qui suit favorise la création de sociétés secrètes de nationaux-libéraux.

- 5 juillet : restrictions de la liberté de la presse et d’association adoptées par le bundestag de la Confédération germanique[37].

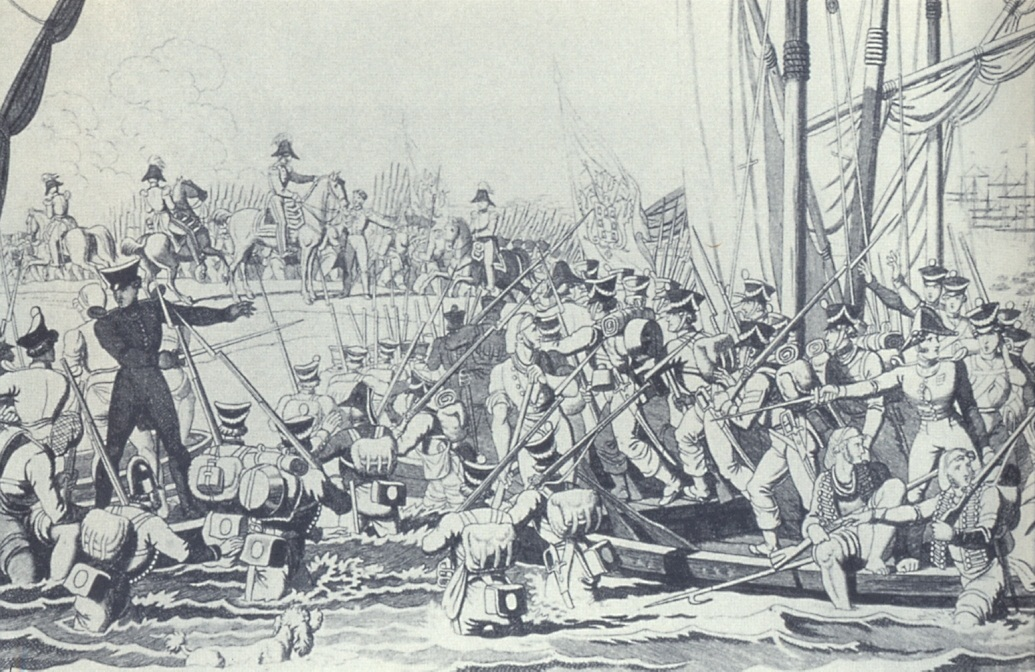
8 juillet : débarquement de Mindelo.

- 8 juillet, Guerre civile portugaise : Pierre Ier du Brésil, défenseur de la cause libérale, débarque avec 7 500 hommes (40 navires) sur la plage de Mindelo. Le 9, il entre à Porto qui s'est rendu sans résistance. Début du siège de Porto.
- 21 juillet (9 juillet du calendrier julien) : le traité de Constantinople, signé entre les plénipotentiaires de la France, de la Russie et du Royaume-Uni et la Porte, fixe les frontières de la Grèce[36].
- 23 juillet, Guerre civile portugaise : bataille de Ponte Ferreira entre libéraux et absolutistes[41].
- 27 juillet : l’Assemblée nationale grecque ratifie la désignation du prince Othon de Bavière, âgé de 17 ans, imposé par les puissances comme roi de Grèce [37] (fin en 1862). Il est assisté d’un conseil de régence composé de hauts fonctionnaires bavarois.
- 7 août : échec des libéraux portugais à la bataille de Souto Redondo[42].
- 15 août : encyclique Mirari Vos. Le pape Grégoire XVI condamne le libéralisme et l’indifférentisme religieux[37].
- 30 août : signature du protocole de Londres qui reprend les dispositions du traité de Constantinople[36].
- 15 novembre-23 décembre : siège et capitulation de la citadelle d'Anvers, tenue par les troupes néerlandaises, par les troupes françaises. La place est remise aux Belges[37].
- 3 décembre : la Chambre des communes du Royaume-Uni est dissoute[43].
- 16 décembre : ouverture de la Diète de Hongrie à Presbourg, dite Diète des Réformes[44]. Jusqu’à sa clôture le 2 mai 1836, ses travaux transforment le paysage politique : l’indépendance par rapport à Vienne s’élargit, la liberté religieuse et les droits civiques progressent, les intérêts économiques et commerciaux hongrois sont âprement défendus. Les débats portent sur la condition paysanne et une loi sur le rachat des redevances seigneuriales passe[45].
- 18 décembre : traité de commerce entre la Russie et les États-Unis conclu à Saint-Pétersbourg par le comte de Nesselrode et James Buchanan, envoyé des États-Unis[46].

## Naissances en 1832
- 1er janvier : Aloys Kunc, musicographe, organiste, compositeur et maître de chapelle français († 7 mars 1895).
- 6 janvier : Gustave Doré, graveur et sculpteur français († 23 janvier 1883).
- 9 janvier : Félix-Gabriel Marchand, homme politique québécois († 25 septembre 1900).
- 23 janvier : Édouard Manet, peintre français († 30 avril 1883).
- 25 janvier : Ivan Chichkine, peintre et graveur russe († 20 mars 1898).
- 27 janvier : Lewis Carroll, écrivain et photographe britannique († 14 janvier 1898).
- 1er février : Jasper Packard, général de brigade et homme politique américain († 13 décembre 1899).
- 7 février : János Klamarik, pédagogue et homme politique hongrois († 8 octobre 1898).
- 19 février : James Stewart Butters,  homme politique australien puis fidjien († 1er septembre 1912).
- 28 février : François-Barthélemy-Marius Abel, peintre français († 11 septembre 1870).
- 1er mars : Alexander Strauch zoologiste russe († 14 août 1893).
- 9 mars : Horace Antoine Fonville, peintre et aquafortiste français († 16 octobre 1914).
- 11 mars : Henri Victor Tournaillon, organiste et compositeur français († 20 octobre 1887).
- 25 mars : Charles Altamont Doyle, peintre britannique († 10 octobre 1893).
- 26 mars : Michel Bréal, linguiste français († 25 novembre 1915).
- 5 avril : Jules Ferry, homme politique français († 17 mars 1893).
- 13 avril : Stevan Todorović, peintre serbe († 22 mai 1925).
- 15 avril : Wilhelm Busch, dessinateur britannique († 9 janvier 1908).
- 18 avril : Martin Léonce Chabry, peintre français († 19 juillet 1882).
- 25 avril : Gustave Navlet, sculpteur français († 11 février 1915).
- 18 mai : Georges Claraz, botaniste et explorateur suisse († 6 septembre 1930).
- 27 mai : Catherine Drew, journaliste et écrivaine irlandaise († 26 août 1910).
- 3 juin : Charles Lecocq, compositeur français d'opérettes, opéras-bouffes et opéras-comiques († 24 octobre 1918).
- 9 juin : Gustave Droz, peintre et romancier français († 22 octobre 1895).
- 12 juin : Pierre Théoma Boisrond-Canal, homme politique haïtien († 6 mars 1905).
- 13 juin : Nicolò Barabino, peintre et mosaïste italien de l'école florentine († 19 octobre 1891).
- 17 juin : Sir William Crookes, inventeur britannique († 4 avril 1919).
- 21 juin : Louise Rayner, aquarelliste britannique († 8 octobre 1924).
- 3 juillet : Louis-Charles Verwée, peintre belge († 9 juillet 1882).
- 5 juillet : Pavel Tchistiakov, peintre et professeur russe († 11 novembre 1919).
- 6 juillet : Maximilien de Habsbourg, Empereur du Mexique († 19 juin 1867).
- 9 juillet :
  - Tomás Estrada Palma, homme d'État et militaire cubain († 4 novembre 1908).
  - Joseph-Victor Ranvier, peintre de genre et portraitiste français († 24 mai 1896).
- 14 juillet : Hermanus-Franciscus Van den Anker, peintre néerlandais († 9 juillet 1883).
- 17 juillet : Gédéon Baril, peintre, écrivain, dessinateur et caricaturiste français († 3 juillet 1906).
- 27 juillet : Đura Jakšić, écrivain, poète et peintre serbe († 16 novembre 1878).
- 5 août :
  - Vincenzo Acquaviva, peintre italien († 7 septembre 1902).
  - Bernhard Studer, peintre suisse († 22 avril 1868).
- 10 août : Amos Cassioli, peintre italien († 17 décembre 1891).
- 10 septembre : Otto Knille, peintre allemand († 7 avril 1898).
- 20 septembre : Johann Joseph Abert, compositeur allemand († 1er avril 1915).
- 29 septembre : Joachim Oppenheim, rabbin († 27 avril 1891).
- 3 octobre : Lina Sandell, poétesse suédoise († 27 juillet 1903).
- 6 octobre : Christian Mali, peintre allemand († 1er octobre 1906).
- 7 octobre : William Thomas Blanford, géologue et naturaliste britannique († 23 juin 1905).
- 23 octobre : Róza Csillag, chanteuse austro-hongroise mezzo-soprano d'opéra († 20 février 1892).
- 1er novembre : Gyula Szapáry, homme d'État hongrois († 20 janvier 1905).
- 7 novembre : Andrew Dickson White, historien, homme politique, diplomate et professeur d’université américain († 4 novembre 1918).
- 9 novembre : Émile Gaboriau, écrivain français († 28 septembre 1873).
- 11 novembre : Philippe Jolyet, peintre français († 10 septembre 1908).
- 15 novembre : Hermann Ottomar Herzog, peintre allemand († 6 février 1932).
- 18 novembre : Adolf Erik Nordenskiöld, explorateur arctique finlandais († 12 août 1901).
- 24 novembre : Henry Woodward, géologue et paléontologue britannique († 6 septembre 1921).
- 15 décembre :
  - Gustave Eiffel, ingénieur français († 27 décembre 1923).
  - Félix Lionnet, peintre français († 11 novembre 1896).
- 16 décembre : Jules Worms, peintre, graveur et illustrateur français († 25 novembre 1924).
- 17 décembre : Gabriel Fayet, peintre français († 19 janvier 1899).
- 28 décembre : Paul Alphonse Viry, peintre français († 1913).
- 29 décembre : Gusztáv Kálnoky, homme d'État actif sous l'empire austro-hongrois († 13 février 1898).
- 30 décembre : Antoine Révillon, journaliste, écrivain et homme politique français († 11 février 1898).
- Date précise inconnue :
  - Julián Arcas, guitariste classique et compositeur espagnol († 16 février 1882).
  - Édouard Béliard, peintre français, maire d'Étampes († 1912).
  - Procida Bucalossi, compositeur anglais († 1918).
  - Achille Formis, peintre italien († 1906).
  - Giulio Gorra, peintre et illustrateur italien († 1884).
  - Luigia Mussini-Piaggio, peintre italienne († 1865).
  - José María Obregón, peintre portraitiste mexicain († 1902).
  - Periklís Petrákis, homme politique grec († 1892).
  - Vassili Poukirev, peintre et illustrateur russe († 13 juin 1890).
  - Otto Weber, peintre allemand († 23 décembre 1888).

## Décès en 1832
- 9 janvier : Karl von Kügelgen, peintre allemand (° 6 février 1772).
- 11 février : Jean-Antoine Laurent, peintre français (° 31 octobre 1763).
- 22 février : Asensio Julià, peintre et graveur espagnol (° 8 novembre 1760).
- 4 mars : Jean-François Champollion, égyptologue français (° 23 décembre 1790).
- 10 mars : Muzio Clementi, compositeur, pianiste, organiste et claveciniste italien (° 24 janvier 1752).
- 12 mars : Friedrich Kuhlau, compositeur germano-danois (° 11 septembre 1786).
- 22 mars : Johann Wolfgang von Goethe, écrivain allemand (° 28 août 1749).
- 13 avril : Joseph Barney, peintre britannique (° 1753).
- 22 avril : Guillaume Guillon Lethière, peintre français (° 10 janvier 1760).
- 7 mai : Charles Guillaume Alexandre Bourgeois, peintre, graveur, physicien et chimiste français (° 16 décembre 1759).
- 13 mai : Georges Cuvier, paléontologue et naturaliste français (° 23 août 1769).
- 16 mai : Casimir Perier, homme politique, régent de la Banque de France (° 11 octobre 1777).
- 30 mai : James Mackintosh, médecin, philosophe, journaliste, juge et homme politique britannique (° 24 octobre 1765).
- 31 mai : Évariste Galois, mathématicien français (° 25 octobre 1811).
- 15 juin : Louis Lagueux, avocat et homme politique canadien (° 20 novembre 1793).
- 22 juin : Jean Naigeon, peintre d'histoire français (° 19 avril 1757).
- 3 juillet : Lê Văn Duyệt, général vietnamien (° 1763 ou 1764).
- 18 juillet : Claude François, marquis de Jouffroy d'Abbans, ingénieur (bateau à vapeur) (° 30 septembre 1751).
- 22 juillet : Napoléon II, « l’Aiglon », fils de Napoléon Bonaparte (° 20 mars 1811).
- 24 juillet : Nicolas Gelders, homme politique belge (° 30 mai 1788).
- 30 juillet : Jean-Antoine Chaptal, comte de Chanteloup, chimiste, médecin et homme politique français (° 5 juin 1756).
- 2 août : Charles Alexandre François Rasse de Gavre, militaire et homme politique au service du Saint-Empire, puis du premier Empire français sous Napoléon, et enfin du royaume uni des Pays-Bas (° 15 octobre 1759).
- 22 août : Henri De Gorge, industriel belge (° 12 février 1774).
- 23 août : Johann Georg Wagler, herpétologiste et ornithologue allemand (° 28 mars 1800).
- 6 septembre : Charles Meynier, peintre néo-classique français (° 24 novembre 1768).
- 22 septembre :
  - Philibert-Louis Debucourt, peintre et graveur français (° 13 février 1755).
  - Jacques-François Momal, peintre et graveur français (° mars 1754).
- 23 septembre : José Félix de Restrepo, pédagogue, magistrat et juriste colombien (° 20 novembre 1760).
- 28 septembre : Joseph Bédard, homme politique canadien (° 26 février 1774).
- ? septembre : Adélaïde Binart, peintre néoclassique française (° 9 mars 1769).
- 12 octobre : Jean-Bruno Gassies, peintre français (° 25 octobre 1786).
- 14 novembre :
  - Rasmus Christian Rask, linguiste danois (° 22 novembre 1787).
  - Jean-Baptiste Say, économiste classique et industriel français (° 5 janvier 1767).
- 15 novembre : Konrad von Schmidt-Phiseldeck, publiciste, écrivain et homme politique allemand et danois (° 3 juillet 1770).
- 30 novembre : Charles-Jean-Baptiste Bouc, marchand et homme politique canadien (° 25 novembre 1766).
- 4 décembre : Olivier Perrin, peintre français (° 2 septembre 1761).
- 28 décembre : Mathieu de Lesseps, diplomate et haut-fonctionnaire français (° 4 mars 1774)
- 29 décembre :
  - Isabelle de Montolieu, écrivain suisse (° 7 mai 1751).
  - Étienne François Sallé de Chou, homme politique français, député du Berry aux États généraux de 1789 (° 9 mars 1754).
- 30 décembre : Louis Évain, militaire français naturalisé belge où il devient ministre de la Guerre (° 14 août 1775)

- Date inconnue :
- Giovanni Boggi, dessinateur et graveur italien au burin et au pointillé (° après 1770).